# Ляппяярви
Ля́ппяя́рви (Ляппя-ярви; фин. Läppäjärvi) — большое озеро между поселениями Хюмпёля и Riekkala. Озеро находится на территории Сортавальского городского поселения Сортавальского района Республики Карелия.

## Общие сведения
Площадь озера — 5 км². Располагается на высоте 5 метров над уровнем моря.
Форма озера лопастная. Берега возвышенные, каменисто-песчаные.
На северо-западе озеро короткой протокой соединяется с озером Айранне.
Южная горловина озера соединяется с Ладогой.
В озере расположено около десятка островов различной площади.
На берегу озера расположен город Сортавала.
Название озера переводится с финского языка как «клапан-озеро».
Код объекта в государственном водном реестре — 01040300211102000013162.

## Панорама

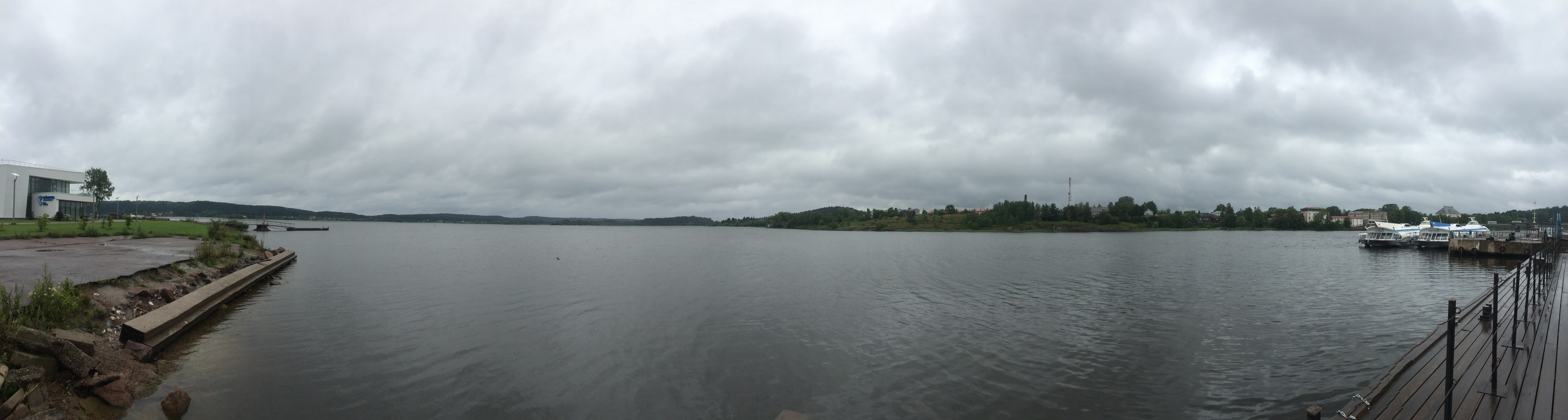
Панорама озера Ляппяярви